# 張鳳來 (嘉靖進士)
張鳳來（1530年—？），字瑞虞，號虞山，浙江嘉興府秀水縣人，民籍，明朝政治人物。

## 生平
乙卯科（1555年）浙江鄉試第八十八名舉人。嘉靖三十五年（1556年）中式丙辰科二甲第四名進士。礼部观政，授刑部主事，三十九年升员外、郎中，四十一年升德安府知府，四十四年升江西副使，备兵九江，四十五年改福建海道副使，隆慶三年（1569年）正月升江西右参政，闰六月以事忤巡抚都御史涂泽民，劾其贪污不职，令凤来回籍听勘，四年七月勘验无实，诏复其官。

## 家族
曾祖張洪；祖父張楠；父張寅，封刑部主事；母吳氏，贈安人；繼母蔣氏，封太安人。弟鳳儀、鳳靈。